# Superleague Formula in 2010
Het Superleague Formula seizoen van 2010 wordt het derde Superleague Formula-Wereldkampioenschap-seizoen. Ook dit jaar het deze serie Superleague Formula by Sonangol, dit omdat Sonangol vorig jaar een tweejarig contract afsloot met SF. Het seizoen begint dit jaar op 4 april op het circuit van Silverston en zal eindigen, na 11 ronden (oftewel 22 races) en 1 niet-kampioenschapsronde (oftewel 2 races), op 24 oktober.

## Teams en coureurs
- Alle teams rijden dit seizoen op banden van Michelin.

| Voetbalclub        | Team                                              | Nr. | Coureur(s)          | Ronde      |
| ------------------ | ------------------------------------------------- | --- | ------------------- | ---------- |
| Liverpool FC       | Atech Grand Prix/Reid                             | 1   | James Walker        | 1-7        |
| Liverpool FC       | Atech Grand Prix/Reid                             | 1   | Frédéric Vervisch * | 8-11       |
| Sporting CP        | Atech Grand Prix/Reid                             | 2   | Borja García        | 1-5        |
| Sporting CP        | Atech Grand Prix/Reid                             | 2   | Andy Soucek         | 6-7        |
| AC Milan           | Atech Grand Prix/Reid                             | 3   | Yelmer Buurman      | Alle *     |
| PSV Eindhoven      | Atech Grand Prix/Reid                             | 5   | Narain Karthikeyan  | 6-7        |
| PSV Eindhoven      | Atech Grand Prix/Reid                             | 5   | Hywel Lloyd         | 8-9        |
| PSV Eindhoven      | Atech Grand Prix/Reid                             | 5   | Adderly Fong        | 10         |
| PSV Eindhoven      | Atech Grand Prix/Reid                             | 5   | Earl Bamber         | *          |
| PSV Eindhoven      | Atech Grand Prix/Reid                             | 5   | Esteban Guerrieri   | 11         |
| FC Porto           | Atech Grand Prix/Reid                             | 16  | Álvaro Parente      | 1-9, 11 *  |
| FC Porto           | Atech Grand Prix/Reid                             | 16  | Earl Bamber         | 10         |
| Olympique Lyonnais | Atech Grand Prix/Reid                             | 69  | Tristan Gommendy    | 9-10       |
| Team China         | Atech Grand Prix/Reid                             | 88  | Qinghua Ma          | 10         |
| Team China         | Atech Grand Prix/Reid                             | 88  | Adderly Fong        | *          |
| Sporting CP        | DeVillota.com Motorsport                          | 2   | Adrián Vallés       | 10-11 *    |
| Sevilla FC         | DeVillota.com Motorsport                          | 18  | Marcos Martínez     | Alle *     |
| AS Roma            | DeVillota.com Motorsport                          | 22  | Julien Jousse       | 1-10 *     |
| AS Roma            | DeVillota.com Motorsport                          | 22  | Máximo Cortés       | 11         |
| Sporting CP        | Drivex                                            | 2   | Máximo Cortés       | 9          |
| GD Bordeaux        | Drivex                                            | 33  | Celso Míguez        | 9          |
| Galatasaray SK     | Drivex                                            | 4   | Celso Míguez        | 11         |
| Olympique Lyonnais | Drivex                                            | 69  | Celso Míguez        | 8          |
| Galatasaray SK     | GU-Racing International                           | 4   | Andy Soucek         | 9          |
| Galatasaray SK     | GU-Racing International                           | 4   | Giacomo Ricci       | 10 *       |
| Olympiacos CFP     | GU-Racing International                           | 9   | Chris van der Drift | 1-7        |
| Olympiacos CFP     | GU-Racing International                           | 9   | Ben Hanley          | 8, 10-11 * |
| Olympiacos CFP     | GU-Racing International                           | 9   | Neel Jani           | 9          |
| FC Basel 1893      | GU-Racing International                           | 10  | Max Wissel          | Alle *     |
| Galatasaray SK     | Barazi-Epsilon                                    | 4   | Tristan Gommendy    | 1-6        |
| GD Bordeaux        | Barazi-Epsilon                                    | 33  | Franck Montagny     | 1-5, 7     |
| GD Bordeaux        | Barazi-Epsilon                                    | 33  | Jaap van Lagen      | 6          |
| PSV Eindhoven      | Racing for Holland                                | 5   | Narain Karthikeyan  | 1-2, 4-5   |
| CR Flamengo        | Alpha Team Alpha Motorsport (Alan Docking Racing) | 7   | Duncan Tappy        | 1, 6-9     |
| CR Flamengo        | Alpha Team Alpha Motorsport (Alan Docking Racing) | 7   | Franck Perera       | 2-5        |
| CR Flamengo        | Alpha Team Alpha Motorsport (Alan Docking Racing) | 7   | Andy Soucek         | 10-11 *    |
| Atlético Madrid    | Alpha Team Alpha Motorsport (Alan Docking Racing) | 15  | John Martin         | 1          |
| Atlético Madrid    | Alpha Team Alpha Motorsport (Alan Docking Racing) | 15  | María de Villota    | 2-9, 11    |
| Atlético Madrid    | Alpha Team Alpha Motorsport (Alan Docking Racing) | 15  | Bruno Méndez        | 10         |
| Atlético Madrid    | Alpha Team Alpha Motorsport (Alan Docking Racing) | 15  | Paul Meijer         | *          |
| RSC Anderlecht     | Azerti Motorsport                                 | 8   | Davide Rigon        | Alle *     |
| SC Corinthians     | Azerti Motorsport                                 | 14  | Robert Doornbos     | Alle *     |
| GD Bordeaux        | Azerti Motorsport                                 | 33  | Franck Perera       | 10-11 *    |
| Tottenham Hotspur  | Alan Docking Racing                               | 19  | Craig Dolby         | Alle *     |
| Beijing Guoan      | Alan Docking Racing                               | 24  | John Martin         | 2-10 *     |
| Olympique Lyonnais | LRS Formula                                       | 69  | Sébastien Bourdais  | 1-5        |
| Olympique Lyonnais | LRS Formula                                       | 69  | Franck Perera       | 7          |

## Kalender en resultaten
| Ronde | Ronde | Circuit      | Datum        | Poleposition                                | Snelste ronde                                  | Winnende club                                  | Winnende team            | Weekend winnaar                                                     |
| ----- | ----- | ------------ | ------------ | ------------------------------------------- | ---------------------------------------------- | ---------------------------------------------- | ------------------------ | ------------------------------------------------------------------- |
| 1     | R1    | Silverstone  | 4 april      | FC Basel 1893 Coureur: Max Wissel           | FC Porto Coureur: Álvaro Parente               | Tottenham Hotspur Coureur: Craig Dolby         | Alan Docking Racing      | Tottenham Hotspur Coureur: Craig Dolby                              |
| 1     | R2    | Silverstone  | 4 april      |                                             | Olympique Lyonnais Coureur: Sébastien Bourdais | Olympique Lyonnais Coureur: Sébastien Bourdais | LRS Formula              | Tottenham Hotspur Coureur: Craig Dolby                              |
| 2     | R1    | Assen        | 16 mei       | RSC Anderlecht Coureur: Davide Rigon        | AC Milan Coureur: Yelmer Buurman               | RSC Anderlecht Coureur: Davide Rigon           | Azerti Motorsport        | RSC Anderlecht Coureur: Davide Rigon                                |
| 2     | R2    | Assen        | 16 mei       |                                             | Tottenham Hotspur Coureur: Craig Dolby         | Olympiacos CFP Coureur: Chris van der Drift    | GU-Racing International  | RSC Anderlecht Coureur: Davide Rigon                                |
| 3     | R1    | Magny-Cours  | 23 mei       | Tottenham Hotspur Coureur: Craig Dolby      | AC Milan Coureur: Yelmer Buurman               | AC Milan Coureur: Yelmer Buurman               | Atech Grand Prix         | AC Milan Coureur: Yelmer Buurman                                    |
| 3     | R2    | Magny-Cours  | 23 mei       |                                             | FC Basel 1893 Coureur: Max Wissel              | FC Basel 1893 Coureur: Max Wissel              | GU-Racing International  | AC Milan Coureur: Yelmer Buurman                                    |
| 4     | R1    | Jarama       | 20 juni      | Beijing Guoan Coureur: John Martin          | AC Milan Coureur: Yelmer Buurman               | Beijing Guoan Coureur: John Martin             | Alan Docking Racing      | Olympiacos CFP Coureur: Chris van der Drift                         |
| 4     | R2    | Jarama       | 20 juni      |                                             | AS Roma Coureur: Julien Jousse                 | GD Bordeaux Coureur: Franck Montagny           | Barazi-Epsilon           | Olympiacos CFP Coureur: Chris van der Drift                         |
| 5     | R1    | Nürburgring  | 27 juni      | AS Roma Coureur: Julien Jousse              | FC Basel 1893 Coureur: Max Wissel              | AC Milan Coureur: Yelmer Buurman               | Atech Grand Prix         | Olympiacos CFP Coureur: Chris van der Drift                         |
| 5     | R2    | Nürburgring  | 27 juni      |                                             | GD Bordeaux Coureur: Franck Montagny           | FC Porto Coureur: Álvaro Parente               | Reid Motorsport          | Olympiacos CFP Coureur: Chris van der Drift                         |
| 6     | R1    | Zolder       | 18 juli      | Olympiacos CFP Coureur: Chris van der Drift | RSC Anderlecht Coureur: Davide Rigon           | Olympiacos CFP Coureur: Chris van der Drift    | GU-Racing International  | RSC Anderlecht Coureur: Davide Rigon                                |
| 6     | R2    | Zolder       | 18 juli      |                                             | AC Milan Coureur: Yelmer Buurman               | AS Roma Coureur: Julien Jousse                 | DeVillota.com Motorsport | RSC Anderlecht Coureur: Davide Rigon                                |
| 7     | R1    | Brands Hatch | 1 augustus   | Sevilla FC Coureur: Marcos Martínez         | Tottenham Hotspur Coureur: Craig Dolby         | Beijing Guoan Coureur: John Martin             | Alan Docking Racing      | Beijing Guoan Coureur: John Martin                                  |
| 7     | R2    | Brands Hatch | 1 augustus   |                                             | CR Flamengo Coureur: Duncan Tappy              | PSV Eindhoven Coureur: Narain Karthikeyan      | Atech Grand Prix         | Beijing Guoan Coureur: John Martin                                  |
| 8     | R1    | Adria        | 5 september  | RSC Anderlecht Coureur: Davide Rigon        | FC Basel 1893 Coureur: Max Wissel              | RSC Anderlecht Coureur: Davide Rigon           | Azerti Motorsport        | RSC Anderlecht Coureur: Davide Rigon                                |
| 8     | R2    | Adria        | 5 september  |                                             | SC Corinthians Coureur: Robert Doornbos        | Sevilla FC Coureur: Marcos Martínez            | DeVillota.com Motorsport | RSC Anderlecht Coureur: Davide Rigon                                |
| 9     | R1    | Portimão     | 19 september | Beijing Guoan Coureur: John Martin          | Galatasaray SK Coureur: Andy Soucek            | Beijing Guoan Coureur: John Martin             | Alan Docking Racing      | Liverpool FC Coureur: Frédéric Vervisch                             |
| 9     | R2    | Portimão     | 19 september |                                             | Olympique Lyonnais Coureur: Tristan Gommendy   | Olympiacos CFP Coureur: Neel Jani              | GU-Racing International  | Liverpool FC Coureur: Frédéric Vervisch                             |
| 10    | R1    | Ordos        | 3 oktober    | Olympiacos CFP Coureur: Ben Hanley          | Olympiacos CFP Coureur: Ben Hanley             | Olympiacos CFP Coureur: Ben Hanley             | GU-Racing International  | FC Porto Coureur: Earl Bamber                                       |
| 10    | R2    | Ordos        | 3 oktober    |                                             | Olympiacos CFP Coureur: Ben Hanley             | Liverpool FC Coureur: Frédéric Vervisch        | Atech Grand Prix         | FC Porto Coureur: Earl Bamber                                       |
| NC    | R1    | Shunyi       | 10 oktober   | FC Porto Coureur: Álvaro Parente            | Liverpool FC Coureur: Frédéric Vervisch        | Tottenham Hotspur Coureur: Craig Dolby         | Alan Docking Racing      | PSV Eindhoven † Coureur: Earl Bamber † (van resultaten race 1 en 2) |
| NC    | R2    | Shunyi       | 10 oktober   |                                             | Liverpool FC Coureur: Frédéric Vervisch        | FC Porto Coureur: Álvaro Parente               | Atech Grand Prix         | PSV Eindhoven † Coureur: Earl Bamber † (van resultaten race 1 en 2) |
| 11    | R1    | Los Arcos    | 24 oktober   | RSC Anderlecht Coureur: Davide Rigon        | Liverpool FC Coureur: Frédéric Vervisch        | Beijing Guoan Coureur: John Martin             | Alan Docking Racing      | Beijing Guoan Coureur: John Martin                                  |
| 11    | R2    | Los Arcos    | 24 oktober   |                                             | FC Porto Coureur: Álvaro Parente               | FC Porto Coureur: Álvaro Parente               | Atech Grand Prix         | Beijing Guoan Coureur: John Martin                                  |

† Race 3 werd afgelast door slechte baan- en weeromstandigheden.
- Race 2 wordt altijd gestart met de omgekeerde volgorde van de uitslag van race 1.
- Alle ronden zullen een 3e race hebben om de weekend winnaar te bepalen, net als in 2009.
- De ronde in Shunyi is een niet-kampioenschapsrace.